# Ada (filha de Hecatomno)
Ada foi uma das filhas de Hecatomno e sátrapa da Cária, em dois períodos distintos: na primeira vez, como sátrapa do Império Aquemênida e, na segunda vez, restaurada por Alexandre, o Grande.
Hecatomno teve três filhos, Mausolo, Hidrieus e Pixodaro, e duas filhas, Artemísia e Ada. Mausolo se casou com Artemísia, e Hidrieus com Ada.
Mausolo foi o sucessor de Hecatomno, reinou por vinte e quatro anos, e, morrendo sem filhos, deixou o reino para sua irmã e esposa Artemísia. Depois de Artemísia, reinaram Hidrieus, Ada e Pixodaro, que derrubou Ada. Ada, filha de Hecatomno, foi casada com seu irmão Hidrieus, e o sucedeu, tudo conforme o costume dos cários.
Após a morte de Pixodaro, o rei da Pérsia apontou Orontobates, genro de Pixodaro, como governador da Cária; durante este período, Ada manteve o controle de Alinda, e quando Alexandre invadiu a Cária, Ada ofereceu-lhe apoio, o adotando como filho.
Após a captura de Halicarnasso, Alexandre deixou Alinda sob controle de Ada, e nomeou-a como governadora de toda a Cária.